# Queen at the Ballet
Queen at the Ballet è un balletto rock in due atti, creato da Sean Bovim come tributo a Freddie Mercury.

## Sedi
- 6-15 luglio 2006: The Point Theatre, Dublino, Irlanda[1]
- 24-28 e 31 gennaio e 1º febbraio 2006: Spier Amphitheatre[1]
- 30 agosto-11 settembre 2005: Montecasino
- 30 aprile-15 maggio 2005: Artscape Opera House, Città del Capo, Sudafrica
- 30 settembre - 9 ottobre 2004: Artscape Opera House, Città del Capo, Sudafrica

## Musica

### Primo atto
1. Death on Two Legs (Mercury)
2. Lazing on a Sunday Afternoon (Mercury)
3. Killer Queen (Mercury)
4. Under Pressure (Queen, David Bowie)
5. Good Old-Fashioned Lover Boy (Mercury)
6. Bicycle Race (Mercury)
7. Who Wants to Live Forever (May)
8. Another One Bites the Dust (Deacon)
9. Don't Try So Hard (Queen)
10. Don't Stop Me Now (Mercury)
11. The Millionaire Waltz (Mercury)

### Secondo atto
1. Innuendo (Queen)
2. We Will Rock You (May)
3. Play the Game (Mercury)
4. Seaside Rendezvous (Mercury)
5. Love of My Life (Mercury)
6. Radio Ga Ga (Taylor)
7. You Take My Breath Away (Mercury)
8. Bohemian Rhapsody (Mercury)
9. God Save the Queen (Arr. May)
10. Barcelona (Mercury)